# Anomalurus beecrofti
L'anomaluro di Beecroft o scoiattolo a coda squamosa di Beecroft (Anomalurus beecrofti Fraser, 1853) è un mammifero roditore della famiglia Anomaluridae.
Alcuni autori considererebbero questa specie come facente parte di un genere monospecifico a sé stante nell'ambito della sottofamiglia Anomalurinae, Anomalurops.

## Distribuzione
Vive in Africa centrale, nella fascia tropicale compresa grossomodo fra la Guinea, l'Angola, lo Zambia e l'Uganda. Il suo habitat naturale è rappresentato dalle foreste tropicali e subtropicali con folta vegetazione arborea ed arborescente, nell'ambito delle quali colonizza le cime degli alberi.

## Descrizione

### Dimensioni
Misura fino a 30 cm di lunghezza (più quasi altrettanti di coda), per un peso che supera i 650 g.

### Aspetto
Il pelo è folto e morbido, di colore grigiastro con sfumature ocra su nuca, schiena e quarto posteriore, mentre sul dorso possono o meno essere presenti brizzolature nere sparse: la zona ventrale ha un colore che varia individualmente fra biancastro e grigio, solitamente più scuro sulla gola, mentre sulla sommità del cranio è presente una piccola macchia circolare di pelo bianco.
La testa è grossa ed arrotondata, con muso rivolto leggermente verso il basso. Gli occhi sono grossi e di colore bruno-nerastro, le vibrisse sono piuttosto lunghe, mentre le orecchie sono piccole e arrotondate.

Le zampe presentano quattro dita ciascuna, munite di forti unghiette ricurve: come gli altri anomaluri, anche questa specie possiede un patagio che va dai polsi delle zampe anteriori ai talloni delle zampe posteriori, e da qui raggiunge la parte prossimale della coda. Quest'ultima è di poco più lunga del corpo ed appare più sottile alla radice rispetto alla punta, a causa del lungo pelo dal quale è ricoperta: sul terzo prossimale inferiore sono presenti 16 o 18 scaglie disposte in due file.

## Biologia
Si tratta di animali dalle abitudini principalmente crepuscolari e notturne: durante il giorno riposano in nidi posti in alto fra gli alberi che essi stessi si costruiscono con foglie secche e ramoscelli e nei quali può trovare rifugio un singolo esemplare od una coppia di questi animali, mentre altri esemplari si costruiscono nidi propri anche sullo stesso albero. In questo, la specie differisce dalle altre specie congeneri.
Al tramonto, l'animale si sveglia e, dopo essersi stiracchiato e toelettato per un po', esce dal nido e va alla ricerca di cibo planando di albero in albero ed utilizzando le scaglie poste alla base della coda come sorgente d'attrito per fermarsi durante l'atterraggio.

I vari esemplari comunicano fra loro lanciandosi richiami che sono una via di mezzo fra un fischio ed un ululato.

### Alimentazione
Si tratta di animali strettamente erbivori, che si nutrono in particolare di corteccia e semi, per avere ragione dei quali utilizzano la forte muscolatura mascellare.

### Riproduzione
Il periodo riproduttivo coincide con la parte finale della stagione delle piogge, durante la quale ciascuna femmina può svezzare con successo anche due cucciolate, ciascuna delle quali conta un unico cucciolo già ricoperto di pelo ed in grado di vedere. Il piccolo viene allattato dalla madre ed in seguito nutrito da ambedue i genitori con cibo già masticato che essi conservano nelle tasche guanciali, che secondo la cultura tradizionale sono così piene da diventare delle dimensioni di un mandarino. Per il resto poco o nulla si sa dei rituali di accoppiamento di questo animale, anche se è stata notata la presenza di tappi vaginali nelle femmine incinte.